# Peter To Rot
Peter To Rot (/t oʊ   r oʊ t /), né le 5 mars 1912 à Rakunai (Nouvelle-Guinée allemande) dans l’actuelle province de Nouvelle-Bretagne orientale de Papouasie-Nouvelle-Guinée et mort le 7 juillet 1945 dans un camp de prisonniers également à Rakunai (Territoire de Nouvelle-Guinée), est un laïc catholique. Catéchiste reconnu et aimé dans son village, il est chargé de la paroisse locale pendant la Seconde Guerre mondiale lorsque les Japonais occupent la région. Il défend les valeurs chrétiennes face à l'oppression japonaise et continue à enseigner en secret malgré l'interdiction des Japonais. To Rot défend le mariage chrétien - il est lui-même marié depuis 1936 - et critiquait ouvertement les opinions japonaises sur le fait de prendre plusieurs femmes,.
Il est vénéré comme bienheureux par l'Église catholique,. Il sera proclamé saint le 19 octobre 2025.

## La vie

### Éducation et mariage
Peter To Rot est né le 5 mars 1912 sur l'île de la Nouvelle-Poméranie dans la Nouvelle-Guinée allemande, alors troisième des six enfants d'Angelo Tu Puia (le chef de village très respecté) et de Maria Ia Tumul, tous deux convertis au catholicisme en 1898.
Son père lui enseigné les bases du catéchisme et l'envoie à l'école de la mission locale en 1919 même si l'école n'est pas obligatoire à l'époque. Il est assez agile pour grimper aux cocotiers et est plus que disposé à le faire pour acquérir des noix de coco pour les plus vieux Il est rare qu'il soit malicieux à l'école mais il est honnête et rapide pour aider ceux qui en ont besoin. En 1930, le curé de Rakunai - le père Laufer - demande à son père s'il autoriserait To Rot à commencer des études sacerdotales. Son père déclare que le moment n'était pas opportun pour cela mais qu'il serait plus qu'approprié que son fils étudie pour devenir catéchiste. En 1930, il commence ses études au Collège Saint-Paul des Missionnaires du Sacré-Cœur de Taliligap, après quoi il est nommé catéchiste pour la paroisse de Rakunai en 1933 lorsque l'évêque local lui remet la croix du catéchiste. To Rot retourne ensuite dans son village où il continue à aider le père Laufer. Il est un excellent professeur et un organisateur de cours pour les gens et il a toujours une Bible sur lui.
Le 11 novembre 1936, il épouse Paula Ia Varpit et le couple a trois enfants ; l'un est mort en bas âge et un autre est décédé peu après la guerre. Son dernier enfant, posthume, a survécu jusqu'à la vieillesse Le couple s'est marié à l'église bien que certaines coutumes locales et traditionnelles aient été observées.

### Catéchiste
Une fois que les forces japonaises ont occupé le pays en mars 1942 (forçant une garnison australienne à sortir), leurs soldats ont interné tous les missionnaires étrangers, mais sont restés indifférents à la religion dans son ensemble. Le curé a quitté To Rot pour diriger sa paroisse et To Rot en est devenu le chef actif. Il s'occupait de ceux qui étaient malades et pauvres tout en visant également à mieux éduquer les convertis,. Vers la fin de 1943, les autorités japonaises restreignirent les services religieux et, quelques mois plus tard, les interdirent complètement. Mais To Rot a continué à les garder secrètes et n'a pas craint les risques sur sa propre vie, malgré la peur de son entourage. La destruction de l'église peu de temps après l'a vu construire une "église de brousse" à l'extérieur du village pour tenir des réunions secrètes ; il y tenait des registres des baptêmes et des mariages.
Metepa était un chrétien marié et un policier qui travaillait pour les Japonais ; il convoitait la femme d'un protestant nommée Ia Mentil. To Rot et le père de Mentil empêchèrent Metepa d'enlever Mentil. La seconde épouse et l'officier furieux le signalèrent à son supérieur Kueka qui convoqua To Rot. Les autorités japonaises avaient légalisé la prise d'une seconde épouse, mais To Rot s'y est opposé comme étant contraire à la doctrine chrétienne. To Rot a rencontré Kueka qui lui a ordonné de cesser ses activités pastorales tandis que Metepa et un autre ont enlevé Mentil et battu son mari. Mais To Rot et le chef du village ont réussi à trouver Mentil et à la ramener à Rakunai. Un couple l'a dénoncé et la police l'a arrêté après avoir trouvé des objets religieux lors d'une perquisition. Il plantait des légumes à donner aux Japonais quand il a été arrêté à Noël 1944,.
To Rot a été emmené au siège de la police où le chef Meshida lui a demandé s'il prêchait, ce que le catéchiste a confirmé. Meshida l'a frappé au visage et à la nuque et l'a fait emprisonner. Le chef méthodiste de Navunaram et le chef chrétien de Rakunai n'ont pas obtenu sa libération même s'il leur avait dit de ne pas s'inquiéter. Il a confié à sa mère qu'il mourrait mais lui a assuré qu'il était plus que prêt à mourir pour Jésus-Christ si tel était le cas ; il fut enfermé dans une petite cellule sans fenêtre,. To Rot a été condamné à deux mois de prison dans le camp de concentration de Vunaiara. Une fois, sa femme et ses deux enfants sont venus lui rendre visite et elle l'a supplié de renoncer à être catéchiste pour qu'il reste en sécurité. Mais To Rot était catégorique : il ne renoncerait pas à ses responsabilités envers le peuple. Le jour de sa mort, il a dit à sa mère : "La police m'a dit que ce soir, un médecin japonais viendrait me donner des médicaments. Étonnant puisque je ne suis pas malade. Je soupçonne que c'est une astuce". Il a dit à sa femme d'apporter sa croix et de bons vêtements pour pouvoir aller voir Dieu habillé de façon appropriée.

### Mort
Il reçoit une injection létale en 1945, puis quelque chose à boire. Mais les gardes ont vu que le poison était lent alors l'ont fait se coucher pendant que le médecin lui couvrait la bouche ; il a été frappé de convulsions et a été maintenu enfoncé alors qu'il mourait tout en étant frappé à la nuque avec une poutre. À sa mort, un policier s'est rendu à Rakunai et a déclaré : "Votre catéchiste est mort". Le chef incrédule du village a exigé de savoir ce que les officiers avaient fait à To Rot mais l'officier a dit : "Il est tombé malade et est mort". Son oncle Taura a été envoyé à la prison avec le commandant Meshida pour voir les restes de To Rot et les emmener pour l'enterrement. Ses restes ont été retrouvés chauds et toujours recroquevillés avec du coton bourré dans ses oreilles et son nez de sang et une écharpe rouge enroulée autour de son cou. L'arrière de son cou était enflé et portait des blessures et une marque d'aiguille claire était présente sur son bras droit. Les restes de Rot ont été rapidement enterrés à Rakunai.

## Commémoration
Le pape Benoît XVI encourage en 2012 tous les couples mariés à se tourner vers « l'exemple de courage » de To Rot, et envoie ensuite le cardinal Joseph Zen Ze-kium pour participer aux célébrations de Rabaul marquant le centenaire de la naissance du défunt catéchiste,. Le pape avait discuté de To Rot lors de sa réunion ad limina avec les évêques papous le 9 juin 2012, tandis que l'archevêque de Rabaul Francesco Panfilo a publié une lettre pastorale à cette époque traitant de la vie et de l'exemple de To Rot.
Le 5 mars 2012, le gouvernement papou a émis une série de timbres-poste en l'honneur du centenaire de sa naissance.

## Béatification et canonisation
Le 14 janvier 1986 après que la Congrégation pour les causes des saints le nomme serviteur de Dieu ; la phase formelle de collecte des documents diocésains s'est déroulée dans l'archidiocèse de Rabaul du 21 janvier 1987 au 30 mars 1989, date à laquelle tous les documents ont été scellés dans des boîtes et envoyés à Rome pour examen par le CCS. Le CCS valide cette enquête le 2 juin 1989. Les théologiens approuvent le contenu du dossier le 26 juin 1992, tout comme les membres du CCS le 1er décembre 1992. Sa béatification reçoit l'approbation du pape Jean-Paul II le 2 avril 1993 et le pape confirme que To Rot a été tué in odium fidei (par haine de la foi). Jean-Paul II béatifie To Rot le 17 janvier 1995 lors de sa visite en Papouasie-Nouvelle-Guinée,.
Le 31 mars 2025, le pape François approuva la supplique de plusieurs centaines d'évêques du monde entier lui étant adressée, pour mettre Peter To Rot au nombre des saints, et signa le décret de sa canonisation. Il sera solennellement proclamé saint le 19 octobre 2025 par le pape Léon XIV.

### Fête
Sa fête liturgique est apposée à la date de sa mort comme c'est la norme. Il est inclus dans le calendrier liturgique du Rite romain dans sa Papouasie-Nouvelle-Guinée natale ainsi qu'aux Îles Salomon et en Australie, et pour les Missionnaires du Sacré-Cœur. [réf. nécessaire]